# Klara
Kvinnonamnet Klara eller Clara kommer av det latinska ordet clarus som betyder 'berömd', 'ljus', 'klar', 'lysande' och som även har gett upphov till det svenska ordet klar. Namnet finns i almanackan till minne av helgonet  Sankta Clara som levde på 1200-talet och grundade en franciskansk nunneorden. Klarissornas kloster i Stockholm har gett namn åt stadsdelen Klara.
Det äldsta belägget i Sverige är från år 1449.  
Under 1990-talet ökade användningen kraftigt och namnet hörde 2004 till 10 vanligaste tilltalsnamnen. Den 31 december 2009 fanns det totalt 20 894 personer i Sverige med namnet Klara eller Clara, varav 13 665 med det som tilltalsnamn. År 2003 fick 971 flickor något av namnen, varav 706 fick det som tilltalsnamn.
Namnsdag i Sverige: 12 augusti. I den finlandssvenska namnsdagslängden har Klara namnsdag 12 augusti sedan starten 1929, då en egen namnsdagskalender togs i bruk för finlandssvenskar.

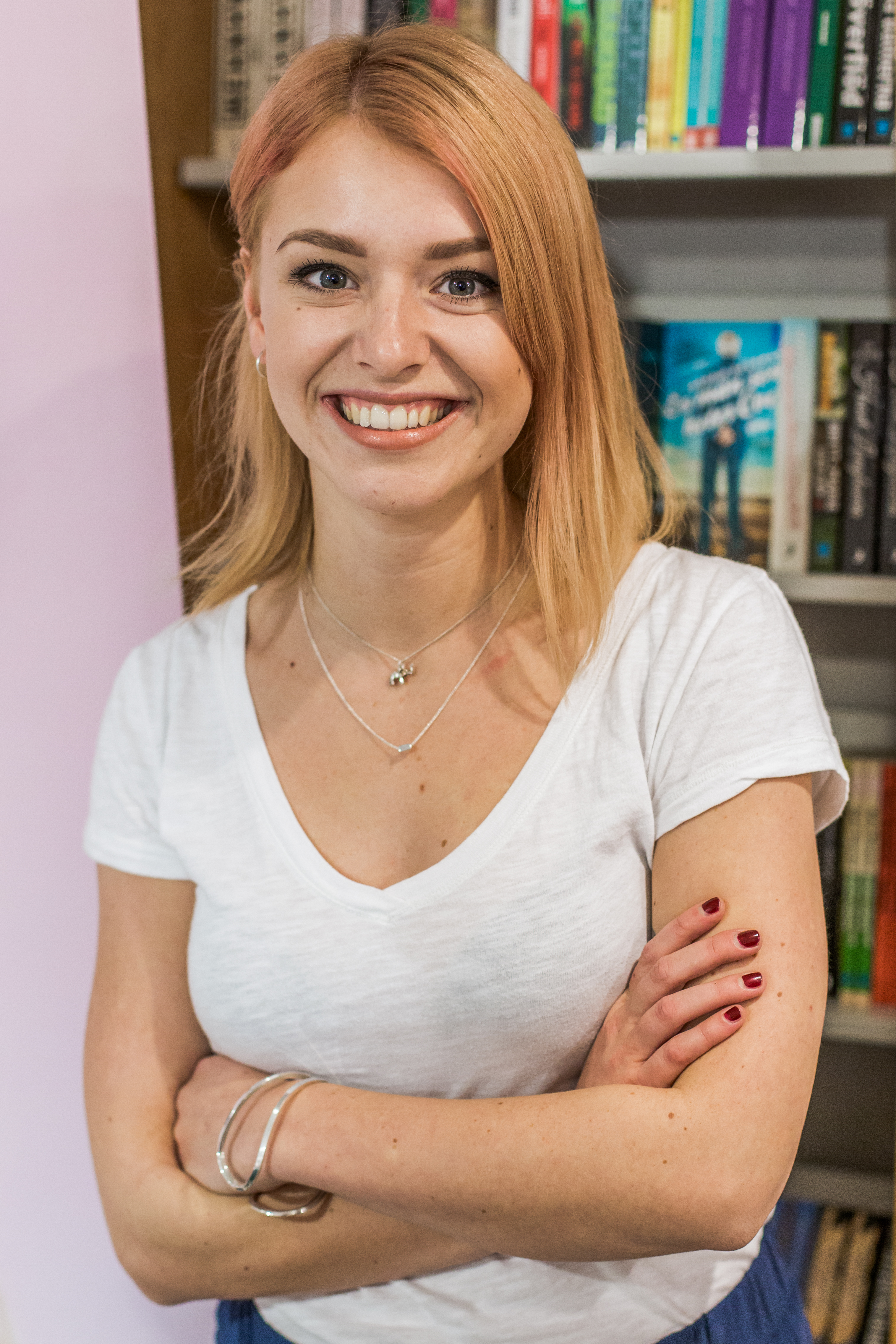
Clara Henry, 2015.

## Personer med namnet Klara eller Clara
- Klara av Assisi, italienskt helgon
- Clara Ahnfelt, psalmförfattare
- Clara Bow, amerikansk filmskådespelerska
- Clara Eimmart,  tysk astronom
- Klara Elvgren, svensk influencer och poddare
- Clara Fornell, svensk skådespelare
- Clara Hahr, svensk konstnär
- Klara Hammarström, svensk sångerska och ryttare
- Clara Haskil, rumänsk-schweizisk pianist
- Clara Hedman, svensk illusionist
- Clara Henry, svensk författare och bloggare
- Klara Hitler, mor till Adolf Hitler
- Clara Hughes, kanadensisk cyklist och skridskolöpare
- Klara Johanson, litteraturkritiker
- Klara Kuhlman, svensk författare, tonsättare och pianist
- Clara Löfgren, konstnär
- Clara Montalba, brittisk konstnär
- Klara Myrén, ishockeyspelare
- Clara Elisabet von Platen, tysk mätress och hovdam
- Klara Izabella Pacowa, politiskt aktiv polsk hovdam
- Clara Pontoppidan, dansk skådespelerska
- Clara Schumann, pianist och tonsättare
- Clara Strömberg, svensk pedagog
- Klara Söderberg, medlem i musikduon First Aid Kit
- Clara Tott, tysk sångerska.
- Clara Wæver, dansk textilkonstnär
- Clara Zetkin, tysk socialist och feminist
- Klara Zimmergren, programledare och skådespelare

## Fiktiva
- Tant Klara, seriefigur ur Finn och Fiffi